# Mediterranean Sea
La Mediterranean Sea era una nave traghetto, in servizio con questo nome dal 1972 al 1992 per la Karageorgis Lines. In precedenza la nave aveva effettuato servizio di linea per la Ellerman Lines come City of Exeter.

## Caratteristiche
Nella sua veste originale, la nave era pensata per espletare un servizio misto merci/passeggeri. Era dotata di cabine per 107 passeggeri, tutte di prima classe, e di cinque stive (tre a prua e due a poppa) per il carico.
La nave uscì completamente stravolta dai radicali lavori di trasformazione eseguiti in Grecia. L'aspetto esteriore, in origine piuttosto classico, fu totalmente rivoluzionato; la capacità passeggeri fu aumentata a 850 persone e nello scafo della nave furono ricavati dei garages, con una capienza sufficiente per 400 automobili, ai quali si accedeva da dei portelloni laterali.

## Servizio

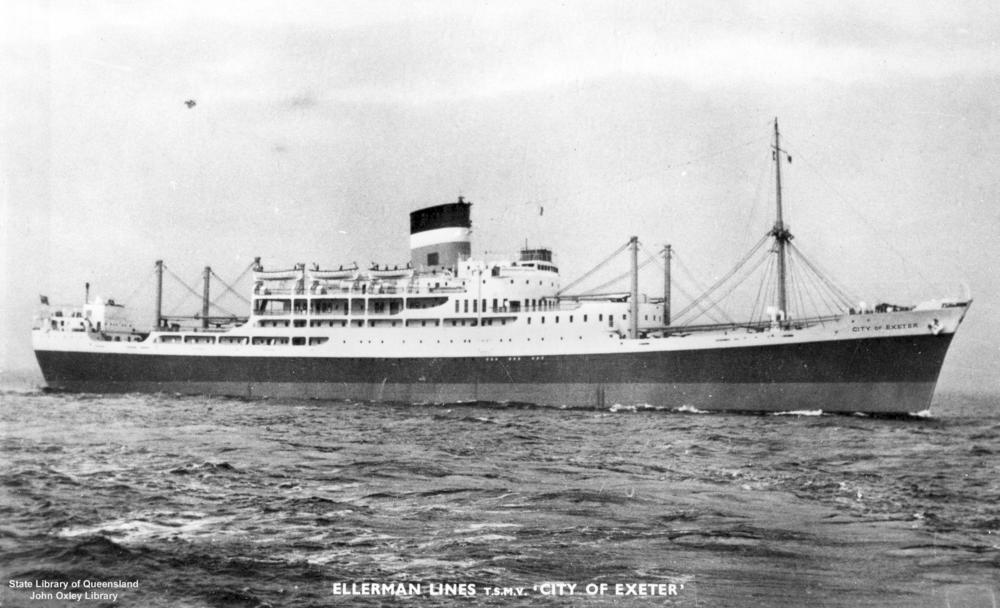
La nave nella sua forma originaria, come City of Exeter.

La City of Exeter era la seconda di una serie di quattro navi gemelle, tutte destinate a espletare collegamenti misti passeggeri-merci tra il Regno Unito e l'Africa. La City of Exeter fu varata il 7 luglio 1952 presso i cantieri Vickers Armstrongs di Newcastle ed entrò in servizio nel maggio 1953 su una rotta con scali a Londra, Las Palmas, Città del Capo, East London, Lourenço Marques (l'odierna Maputo) e Beira. Nel 1970 il crescente successo del trasporto aereo rese non più competitivo il collegamento via mare, che fu quindi sospeso. Nel settembre del 1971 la City of Exeter fu venduta, in blocco con le gemelle, all'armatore greco Karageorgis. 
La City of Exeter e la gemella City of York furono trasformate in traghetti passeggeri, entrando in servizio nel 1972 con il nome, rispettivamente, di Mediterranean Sea e Mediterranean Sky, sulla linea Ancona - Brindisi - Patrasso. Nel 1982 la nave passò a un collegamento diretto tra il porto marchigiano e la Grecia, omettendo lo scalo nel porto pugliese. La Mediterranean Sea e la gemella continuarono a operare nei collegamenti tra Italia e Grecia fino al 1992, quando, ormai obsolete, furono fermate. 
In seguito la nave fu utilizzata come alloggio galleggiante a Luanda, in Angola, venendo successivamente ceduta, nel 1995, alla Istanbul Sea Company S.A.. Il traghetto fu rinominato Tutku, ma il pianificato collegamento tra Bari e Çeşme sul quale avrebbe dovuto operare non si concretizzò, e la nave rimase in disarmo in Grecia senza entrare in servizio. Nel luglio 1998 la nave, ribattezzata Alice, fu venduta per la demolizione in Turchia.

## Navi gemelle
- City of Port Elizabeth, demolita nel 1980 a Taiwan[1].
- City of York, arenata a Eleusi nel 2003.
- City of Durban, demolita nel 1974 a Taiwan[1].